# Murero
Murero és un municipi de la província de Saragossa, a la comunitat autònoma d'Aragó i enquadrat a la comarca de la Camp de Daroca. Al seu terme municipal hi ha el jaciment cambrià.